# Ходунаївка
Ходуна́ївка — село в Україні, у Краснокутській селищній громаді Богодухівського району Харківської області. Населення становить 38 осіб. До 2020 орган місцевого самоврядування — Козіївська сільська рада.

## Географія
Село Ходунаївка розміщене між річками Куп'єваха та Весела. На відстані в 1 км розташоване село Рідне (Сумська область). Через село проходить автомобільна дорога Р46.

## Історія
12 червня 2020 року, розпорядженням Кабінету Міністрів України № 725-р «Про визначення адміністративних центрів та затвердження територій територіальних громад Харківської області», увійшло до складу Краснокутської селищної громади.
19 липня 2020 року, в результаті адміністративно-територіальної реформи та ліквідації Краснокутського району, село увійшло до складу Богодухівського району.

## Населення

### Мова
Розподіл населення за рідною мовою за даними перепису 2001 року:
| Мова       | Відсоток |
| ---------- | -------- |
| українська | 89,47%   |
| російська  | 10,53%   |